# Gare de Lancey
Gare de Lancey vasútállomás Franciaországban, Villard-Bonnot településen.

## Vasútvonalak
Az állomást az alábbi vasútvonalak érintik:
- Grenoble–Montmélian-vasútvonal

## Kapcsolódó állomások
A vasútállomáshoz az alábbi állomások vannak a legközelebb:
- Gare de Brignoud
- Domène railway station
- Gare de Grenoble-Universités-Gières